# Vorstendom Chatsjen
Chatsjen (Armeens: Խաչեն, Grieks: Χατζιένη) was een middeleeuws Armeens vorstendom in het huidige Nagorno-Karabach van 1261 tot 1603. De naam van het vorstendom stamt af van een gelijknamig slot en verving vaak de eigenlijke naam van het land – Artsach. De oprichter van dit vorstendom was Sahl Smbatian, die bekendstaat om zijn succesvolle veldslagen tegen het Arabische leger. Sahl Smbatian was een afstammeling van het oude vorstenhuis van Sjoenik. In 822 trouwde zijn zoon Adernerseh I met Smpram Mihranian, de laatste erfgenaam van het vorstenhuis van Gardman.
Chatsjen speelde vanaf de 10e eeuw een belangrijke rol in de politieke geschiedenis van Armenië en de regio. De Byzantijnse keizer Constantijn VII Porphyrogennetos had toen diplomatieke betrekkingen met de vorsten van Chatsjen en adresseerde zijn brieven aan hen met de opschrift "Aan de prins van Chatsjen, Armenië".
Van de 11e tot de 13e eeuw was Chatsjen-Artsach een koninkrijk. Aanvankelijk werd de zuidelijke deel ervan, Dizak, bestuurd door het vorstenhuis Aranshahik, die van de oude koningen van Kaukasisch Albanië afstamde. Onder Djalal I (1214-1266), die met Mamkan van Dizak trouwde, werd dit prinsdom ook bij het Koninkrijk Artsach aangesloten.
Van de 16 tot het begin van de 19e eeuw werd Nagorno-Karabach bestuurd door vijf takken van het vorstenhuis Chatsjen. Een van de laatste vorsten van Chatsjen, Melik-Daniël Hasan-Jalalian is begraven in Shushi (Sjoesja), waar hij door Ibrahim Khan in 1871 vermoord werd.

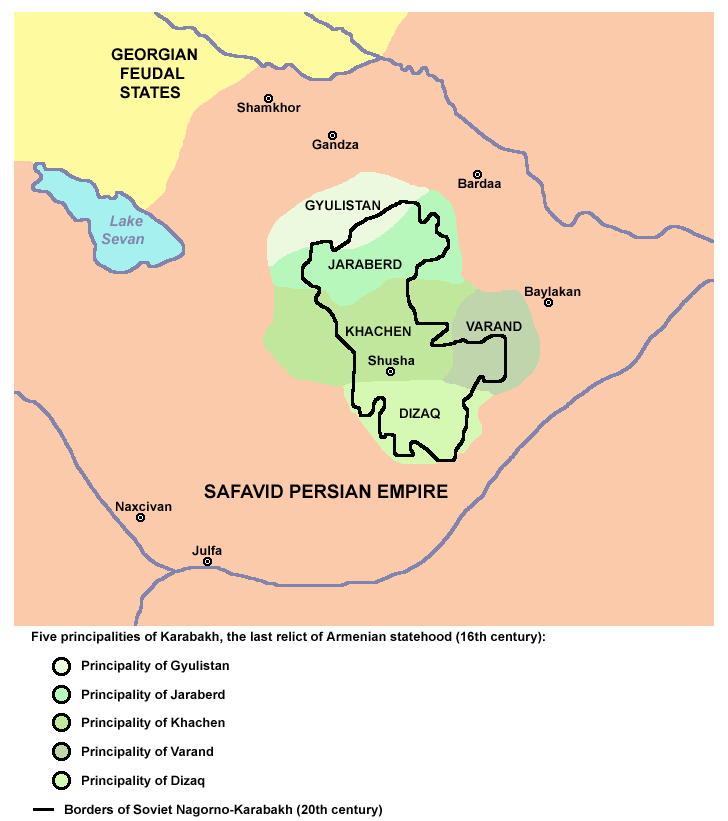

## Bron
- Robert H. Hewsen, Armenia: A Historical Atlas. The University of Chicago Press, 2001. ISBN 978-0-226-33228-4